# Большой Джон Стадд
Джон Уильям Минтон (англ. John William Minton, 19 февраля 1948, Батлер, Пенсильвания — 20 марта 1995, Берк, Виргиния) — американский рестлер и актёр, известный под именем Большой Джон Стадд (англ. Big John Studd).
Более всего известен своими выступлениями в World Wide Wrestling Federation/World Wrestling Federation в 1970-х и 1980-х годах, где в 1989 году стал победителем «Королевской битвы». Посмертно введен в Зал славы WCW в 1995 году и в Зал славы WWE в 2004 году.

## Биография
Джон обучался навыкам рестлинга у такой звезды как «Убийца Ковальски». Он стартовал в 1972 году, часто меняя прозвища. «Суперзвезда в маске» II, потом «Палач № 2», «Капитан Америка», но потом за ним закрепилось «Большой Джон Стадд». Рост 208 см и вес 166 кг не были рядовыми для бойца рестлинга, поэтому Стадд стал популярным, выходя против таких серьёзных противников как Халк Хоган и Андре Гигант. Зрители видели самое главное — шоу, которое нельзя было забыть. Снялся в фильме «Харлей Девидсон и Ковбой Мальборо».

## Смерть
Скончался 20 апреля 1995 года от рака печени и болезни Ходжкина. Его сын Шон Стадд (род. 1990) в 2015 году также начал карьеру рестлера.

## Титулы и достижения
- 50th State Big Time Wrestling
  - Североамериканский чемпион NWA в тяжёлом весе (Гавайская версия) (1 раз)
  - Командный чемпион Гавайев NWA (1 раз) — с Бадди Роузом
- Championship Wrestling from Florida
  - Глобальный командный чемпион Флориды NWA (1 раз) — с Джимми Гарвином
- European Wrestling Union
  - Чемпион мира EWU в супертяжёлом весе (1 раз)
- Georgia Championship Wrestling
  - Национальный комнадный чемпион NWA (1 раз) — с Супер Разрушителем
- Maple Leaf Wrestling
  - Канадский чемпион NWA в тяжёлом весе (Версия Торонто) (1 раз)
- Mid-Atlantic Championship Wrestling
  - Командный чемпион NWA Mid-Atlantic (4 раза) — с Риком Флэром (1), Кеном Патера (1), Суперзвездой в маске № 1 (1) и Родди Пайпером (1)
- NWA Big Time Wrestling
  - Американский чемпион NWA в тяжёлом весе (1 раз)[1][2]
  - Техасский командный чемпион NWA (1 раз) — с Буллом Рамосом[3][4]
  - Чемпион латунных костяшек NWA (1 раз)[5][6]
- NWA Southern Championship Wrestling
  - Южный чемпион Теннесси NWA в тяжёлом весе (1 раз)
- Pro Wrestling Illustrated
  - Команда года (1976) — с Киллером Ковальски
- World Championship Wrestling
  - Зал славы WCW (1995)
- World Wrestling Association
  - Командный чемпион мира WWA (1 раз) — с Оксом Бейкером[7]
- World (Wide) Wrestling Federation/Entertainment
  - Командный чемпион мира WWWF (1 раз) — с Палачом № 1
  - Победитель «Королевской битвы» (1989)
  - Зал славы WWE (2004)
- Wrestling Observer Newsletter
  - Самый переоцененный (1984)
  - Худшая вражда года (1984) — против Андре Гиганта
  - Худшая вражда года (1986) — с Кинг-Конгом Банди против «Машин»